# El Durazno, Cuautepec de Hinojosa
El Durazno är en ort i Mexiko.   Den ligger i kommunen Cuautepec de Hinojosa och delstaten Hidalgo, i den sydöstra delen av landet, 120 km nordost om huvudstaden Mexico City. El Durazno ligger 2 435 meter över havet och antalet invånare är 360.
Terrängen runt El Durazno är huvudsakligen kuperad, men åt nordost är den platt. Runt El Durazno är det ganska tätbefolkat, med 108 invånare per kvadratkilometer. Närmaste större samhälle är Tulancingo, 18,4 km väster om El Durazno. I omgivningarna runt El Durazno växer i huvudsak blandskog.